# Riccardo Pittis
Riccardo Pittis (ur. 18 grudnia 1968 w Mediolanie, Włochy) – włoski koszykarz i olimpijczyk.
Kiedy Pittis już w wieku 16 lat mierzył 203 cm wzrostu trenerzy Olimpii Milano zdecydowali się, aby 17 stycznia 1985 roku młody Riccardo po raz pierwszy wybiegł na parkiet Lega Basket A. W zespole z Mediolanu grał nieprzerwanie do 1993 roku, kiedy odszedł do Benettonu Treviso. Tam, jedenaście lat później, zakończył karierę.
Odszedł na emeryturę po sezonie 2003/2004, kiedy miał ukończone 35 lat. W sumie w A1 rozegrał 19 sezonów, zagrał 708 spotkań, zdobył w nich 6637 punktów, grając w sumie 18,455 minut. Do niego należy rekord wszech czasów w ilości przechwytów - 1811.
W wieku 30 lat Pittis doznał kontuzji ścięgna prawej ręki, dlatego został zmuszony zmieć styl grania. Od tamtej pory rzucał lewą ręką.
W sezonie 2005/06 komentował mecze koszykówki dla stacji SKY Sport.

## Osiągnięcia

### Reprezentacja
- srebro FIBA EuroBasket
  -     - Włochy 1991
    - Hiszpania 1997

### Klubowe

#### Rozgrywki międzynarodowe
- Euroliga
  -     - Olimpia Milano: 1987, 1988
- Puchar Koracza
  -     - Olimpia Milano: 1985, 1993
- Puchar Interkontynentalny
  -     - Olimpia Milano: 1987
- Puchar Saporty
  -     - Benetton Treviso: 1995, 1999

#### Rozgrywki krajowe
- Lega Basket A
  -     - Olimpia Milano: 1985, 1986, 1987, 1989
    - Benetton Treviso: 1997, 2002, 2003
- Puchar Włoch
  -     - Olimpia Milano: 1986, 1987
    - Benetton Treviso: 1994, 1995, 2000, 2003, 2004
- Superpuchar Włoch
  -     - Benetton Treviso: 1997, 2001, 2002

#### Przegrane finały
- Lega Basket A
  -     - Olimpia Milano: 1988, 1991
    - Benetton Treviso: 1995, 1999, 2000
- Puchar Włoch
  -     - Olimpia Milano: 1991
    - Benetton Treviso: 1998
- Superpuchar Włoch
  -     - Benetton Treviso: 1995, 2003
- Puchar Saporty
  -     - Olimpia Milano: 1990
- Euroliga:
  -     - Benetton Treviso: 2003

#### Wyróżnienia
- lider klasyfikacji przechwytów Euroligi w 1992, 1994, 1996, 2003
- lider klasyfikacji wszech czasów przechwytujących (1870) w Lega Basket A